# Villa rustica

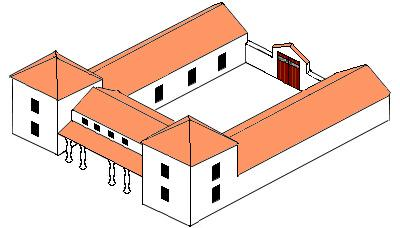
Vista isométrica de una villa rustica con pórtico.

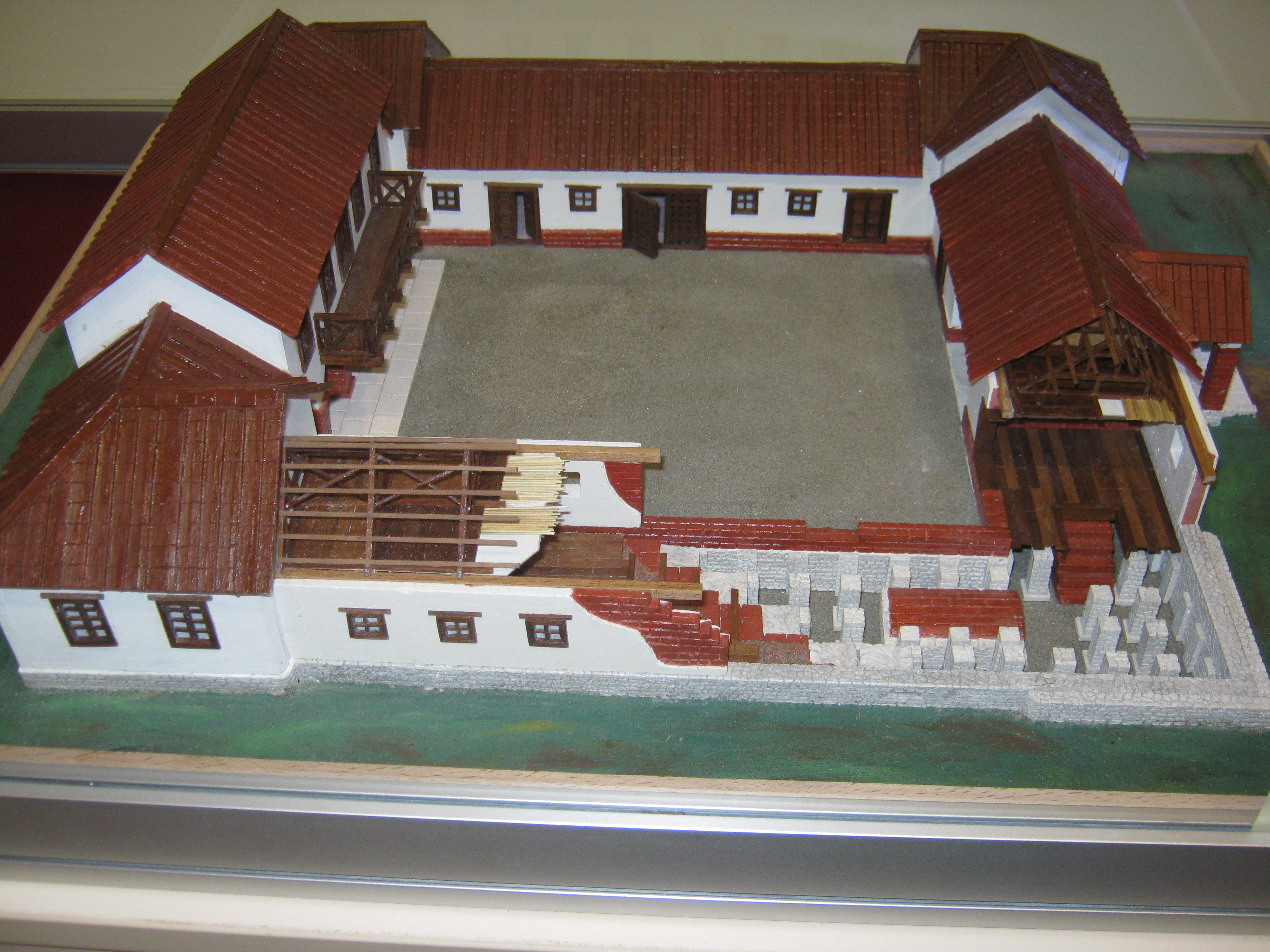
Modelo a escala de una villa rustica romana en las cercanías de Valjevo, Serbia. Restos de villas de este tipo se han encontrado en casi todas las partes del Imperio romano.

Una villa rustica (pronúnciese: vil-la  rústica, plural, villae rusticae latín, que es traducida al español como "villa rústica" o "villa de campo") o pars rustica era el término utilizado por los antiguos romanos para designar una villa ubicada en el campo, dedicada a los trabajos agrícolas, a menudo como centro de una gran finca agrícola (latifundium). 
El adjetivo rusticum ("del campo"),  se utilizó para distinguirla de una villa urbana (o pars urbana) o de una villa otium, construida con lujo solo para el ocio. La villa rustica serviría así, tanto como residencia del propietario (dominus) de la finca y su familia (y criados) y como centro de la gestión agrícola. La parte del edificio donde se alojaba el propietario podía estar suntuosamente decorada. Además, contenía edificios separados para alojar a los trabajadores agrícolas, cobertizos y graneros para animales y almacenamiento de cultivos.
Generalmente, a una villa rustica se la conoce comúnmente, de forma simple, como 'villa romana', ya que la mayoría de estas eran del tipo rústico. Este tipo de explotación agrícola apareció por primera vez en Italia en los últimos siglos de la República romana y luego se extendió por todo el Imperio.

## Arquitectura

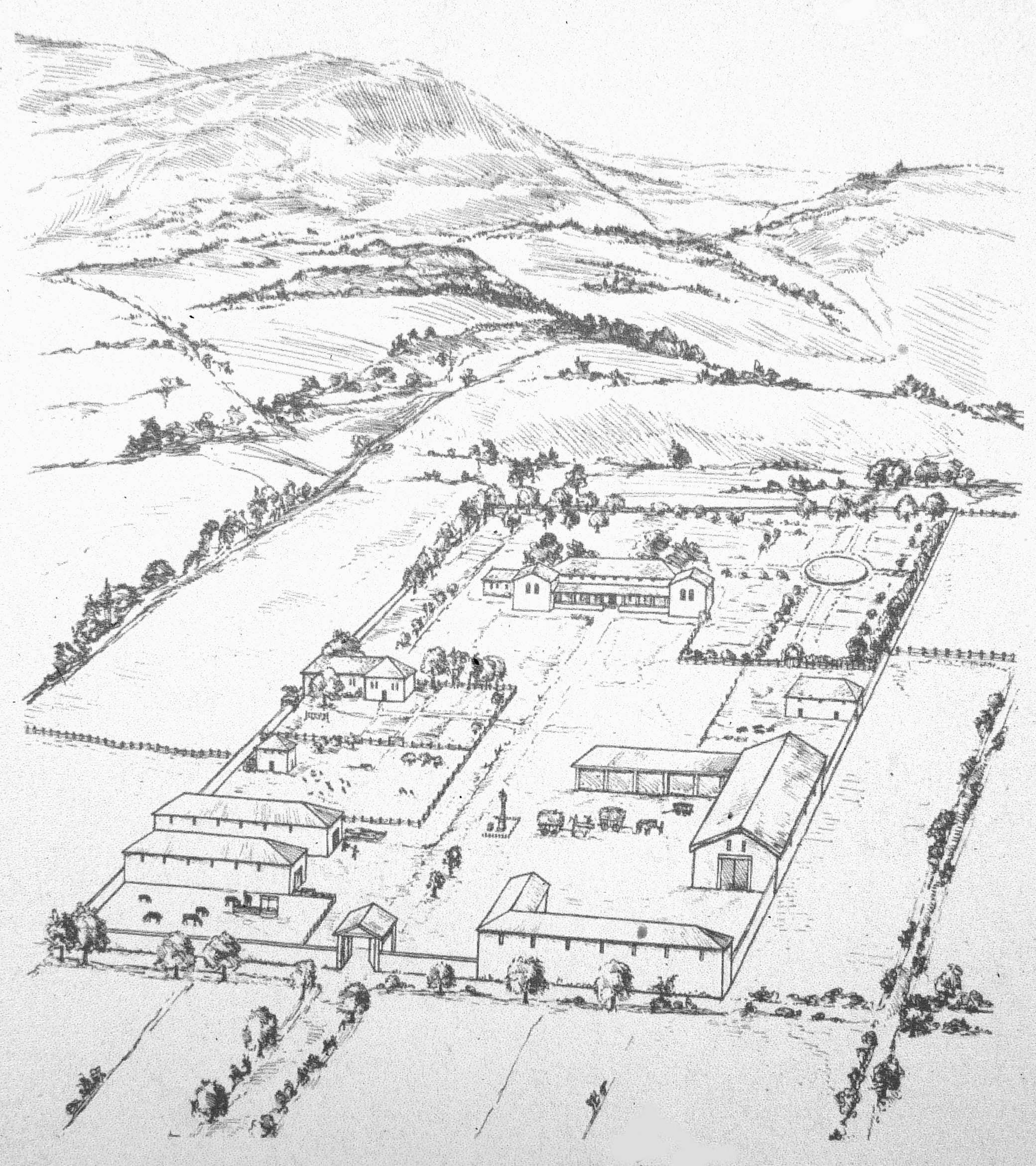
Reconstrucción en dibujo de una villa rustica.

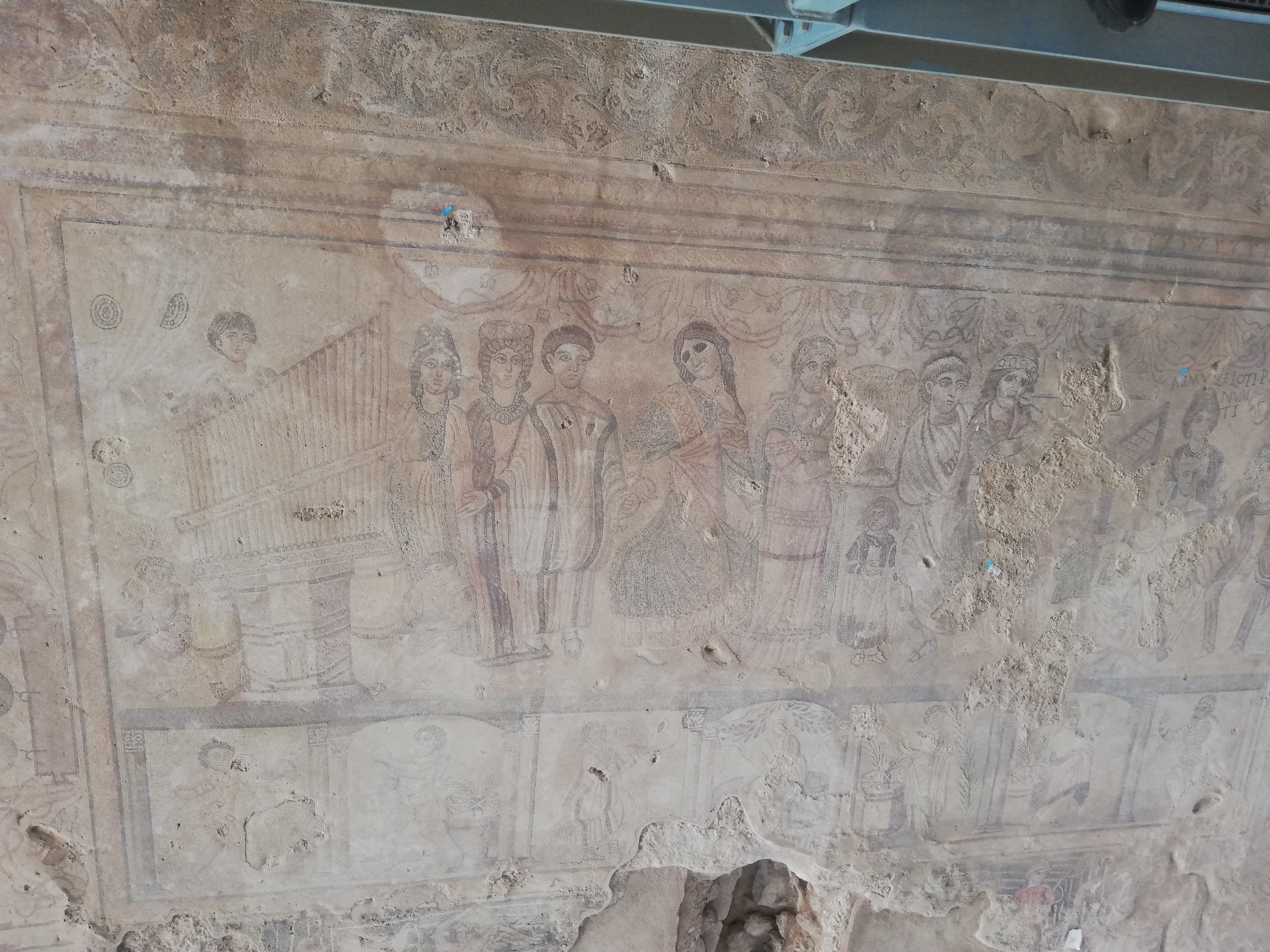
Villa romana de Noheda (España), donde se ha encontrado en su triclinium el mosaico figurativo más grande del mundo (detalle).

La arquitectura general de las villae rusticae es menos conocida que la de las partes residenciales, pars urbana. Por un lado, durante mucho tiempo, la parte agrícola fue descuidada por excavaciones más preocupadas por encontrar objetos hermosos que por seguir el rastro de una vida cotidiana en una explotación agrícola, y por otro lado, los edificios que lo componen suelen estar peor conservados o son menos fáciles de identificar.
Generalmente, comenzaron como edificios simples y gradualmente asumieron una estructura de peristilo, donde la casa se diseñaba alrededor de un atrio central o patio o jardín rodeado por un pórtico con columnas. Este diseño básico se volvió cada vez más ornamentado y sofisticado en manos de los arquitectos y constructores romanos. La composición de la villa rustica también varía, pero por lo general constaba de tres partes: la urbana (alojamiento principal), el centro agrícola y la parte propiamente rústica (granja). 
Dependía en parte del tipo de explotación que se practicase. En la parte donde se efectuaban tareas de transformación agrícola y se depositaban los productos para almacenar, podía existir: prensa para la uva (torcularia), almazara para el aceite, bodega de vino (celia vinaria), graneros (horreum), tahona (pistrinum), establos, corrales, talleres de reparación, talleres de cerámica (ánforas y tejas). Las prensas a menudo se conservan en parte y son fácilmente identificables debido a las dos grandes piedras que sostenían el eje de la prensa, y que a menudo permanecían en el mismo lugar debido a su tamaño. Se han podido así identificar una serie de almazaras en el España, África o Levante mediterráneo romano.
Además, estaba la parte dedicada al alojamiento de personal encargado de administrar, vigilar y cultivar la propiedad, con el capataz al frente, el vílico (villicus) o los esclavos. Si había ganado, la persona encargada de su gestión era el magister pecoris. En la parte central de la zona había uno o dos patios con una cisterna para cubrir las necesidades del agua y alrededor se encontraban los alojamientos de los esclavos (cellae), la cocina, letrinas y despensas. Debajo del alojamiento del vílico se encontraba la ergastulum, donde se encarcelaba a los esclavos rebeldes o fugitivos. La cuidadosa excavación de una pars rustica puede aportar datos considerables sobre la economía agrícola romana. La excavación de la villa esclavista de Settefinestre, cerca de Cosa en Etruria, puede quedar como modelo y referencia.
Existen múltiples representaciones de estas villas en mosaicos y pinturas murales, además de ser mencionadas por escritores como Varrón y Vitrubio. Pero fue especialmente Catón el Viejo que en su obra De Agri Cultura ("Sobre la agricultura") escribió un manual sobre cómo debe dirigir una granja, siendo el único de sus escritos que ha sobrevivido en su totalidad. Allí se incluían detalles de las villas y sus operaciones con trabajo esclavo, en el siglo II.